# Koroniarz w Galicji
Koroniarz w Galicji czyli Powagi powiatowe. Szkice współczesne przez N.M. – tytuł powieści Jana Lama z 1869 roku. 
Akcja rozgrywa się w czasie powstania styczniowego i toczy się w przeważającej części na terenie zaboru austriackiego. Utwór Lama cechuje koncepcja ironiczno-groteskowa. Pisarz uprawia satyrę antyszlachecką i antyzaborczą. 

## Treść
Głównym bohaterem jest Artur Kukielski, uciekinier z Królestwa, który na terenie Galicji podaje się za bohatera powstania. Po przybyciu do Lwowa otrzymuje od sztabu nominację na majora wraz z rozkazem udania się do jednego z oddziałów "szachujących" Moskwę. Jednak władze galicyjskie nie są w stanie wyekspediować majora i odsyłają go od jednej komisji ekspedycyjnej do drugiej. 
Ostatecznie zmuszony jest uciekać z hotelu przed policyjną rewizją i w krzakach Ogrodu Jezuickiego odnajdują go dwie kobiety: Małgorzata Szeliszczyńska oraz jej pasierbica Celina Trzeszczyńska. Przez dwa tygodnie opiekują się "biednym" panem majorem, który tymczasem przyjmuje pseudonim Jana Wary. Skutecznie zawróciwszy w głowach obu niewiastom, wraz z fałszywym dokumentem na nazwisko księcia Czetweryńskiego oraz wicehrabiego de Tourne-Broche´a, wyrusza w dalszą drogę. Niestety zostaje zatrzymany przez żandarma. Trafia do więzienia, gdzie dawni kamraci z wojska spuszczają mu tęgie lanie. Udaje mu się jednak wydostać dzięki aptekarzowi i jego córce, która jest tłumaczem w trakcie jego przesłuchania. Odważna panna Odwarnicka po francusku w bardzo niepochlebnych słowach wyraża się o poziomie intelektualnym naczelnika Finkmanna i obiecuje majorowi pomoc w ucieczce. Jak się bowiem okazuje, pan Bartłomiej Odwarnicki jest przedstawicielem Rządu Narodowego w Błotniczanach. 
Farmaceuta uwalnia pana Artura i ukrywa go w swoim domu. Ten, jako wicehrabia, niestety bezskutecznie próbuje zadać szyku w salonie pana aptekarza. W końcu wyrusza w dalszą podróż do Zabuża. Tam, demaskuje pana Mościszewskiego, podającego się za księcia Czetweryńskiego, a korzystającego z dokumentów majora. Właściciele Zabuża, państwo Podborscy przyjmują „prawdziwego" księcia z wszelkimi honorami. Niestety w czasie spaceru z panią domu, hrabia nieelegancko wyraża się o pannie Odwarnickiej. Na jego nieszczęście świadkiem tej rozmowy jest narzeczony aptekarzówny, Mieczysław Kwaskowski. Tylko przytomność jaśnie pani broni głównego bohatera od pojedynku i niechybnej śmierci. 
Pan Podborski postanawia odwieźć księcia do Cybulowa, do pana Cybulnickiego – naczelnika obwodu. Ten, jako jedyny przedstawiciel wyższych sfer domyśla się oszustwa hrabiego i jego prawdziwego pochodzenia. Nie daje jednak tego po sobie poznać i wysyła go do pana Melitona Kacprowskiego zamieszkałego w Cewkowicach, by tam prowadził swą działalność i uśmierzał rewolucyjno–powstańcze nastroje. Towarzyszem podróży hrabiego zostaje bliski współpracownik Cybulnickiego – Bogdan Kołdunowicz. W Cewkowicach wszystkie panny Kacprowskie są oczarowane księciem, a sam major zakochuje się ze wzajemnością w pannie Róży. 
Na drodze bohatera znów staje pan Kwaskowski. Wysyła on Żmudzina – pana Jana Chrzciciela Wyksztkiłłę – jako swego sekundanta. Reprezentantem zrozpaczonego powstańca zostaje brat panny Róży – pan Wincenty. Cały pojedynek kończy się jedynie zadraśnięciem majora. Wracając do zdrowia książę robi rachunek sumienia ze swojego życia, lecz nawet wyznając miłość pannie Róży, nie potrafi wyznać prawdy o swoim pochodzeniu. Nie potrafi przyznać się, że jest warszawskim fryzjerem. Postanawia wyjechać do hrabiego Cybulnickiego po pomoc. Ten, na jego prośbę wysyła list z wyznaniem prawdy do Kacprowskich. Po trzech dniach wyczekiwań na odpowiedź, "książę" wyrusza do Cewkowic, ale ukochana definitywnie z nim zrywa. 
Major znajduje schronienie u miejscowego plebana. Ksiądz Ilczyszyn bezpiecznie wyprawia go z Cewkowic. Niestety major podaje się za Moskala i zostaje pochwycony na pierwszym postoju w karczmie. Wydany w ręce żandarmów ponownie trafia do błotniczańskiego więzienia. Stamtąd uwalnia go pani Małgorzata Szeliszczyńska, której udaje się przekonać władze, iż jest on jej marnotrawnym, zaginionym mężem. W ten sposób major wychodzi na wolność i żeni się ze swoją wybawicielką.

## Analiza utworu
Jan Lam był nie tylko pisarzem, ale również dziennikarzem. W jego „Kronikach lwowskich” można odnaleźć źródło pomysłów, którym później nadawał powieściowy kształt. Lam łączył w sobie epicki obiektywizm pisarza zainteresowanego życiem oraz dziennikarski subiektywizm. Autor, który sam brał udział w powstaniu styczniowym doskonale orientował się w realiach narodowych. 
Dzieje majora – pana Jana Wary - są opowieścią o społeczeństwie galicyjskim i jego stosunku do walki niepodległościowej. Galicja jawi się jako enklawa, do której zawsze może przybyć pewien fryzjer warszawski i przybierając nazwisko arystokratyczne, spowodować więcej szkód niż niejeden polityk. Artur Kukielski tylko za pomocą swych manier z warszawskich, mieszczańskich salonów oraz średniej znajomości języka francuskiego w oczach Galicjan uchodzi za jaśnie pana i „zadaje szyku”. Dzięki podróży bohatera, czytelnik zwiedza galicyjskie pałace i dwory, z których najlepiej widoczna jest odwieczna ludzka głupota ukryta pod pozorami dystynkcji i elegancji. Lam rozlicza także rodaków z ich patriotyzmu kończącego się na naradach, zebraniach i pustych słowach. Wyraźna jest także zmienność poglądów w zależności od zaistniałej sytuacji.
Artur Kukielski jest typowym „produktem” ówczesnych stosunków. Karykaturalny sposób przedstawienia postaci wzmacnia także jej język. Wypowiedzi są często parodiami, poczynając od rozporządzeń urzędowych a kończąc na programach politycznych poszczególnych ugrupowań. Pisarz stosuje także takie środki jak nazwiska-etykiety, co najczęściej odnosi się do poziomu intelektualnego bohaterów. 
„Koroniarz w Galicji” reprezentuje nowy typ struktury powieściowej. Z tradycji europejskiej literatury XIX wieku, Lam wywodzi metodę ustawicznej ingerencji w fabułę utworu. Wyraźne jest wyeksponowanie indywidualności narratora oraz jego wszechwiedza i władza nad materiałem powieściowym. Dzięki temu autor wpisuje się w kanon literatury jako jeden z największych ironistów polskiej, a szczególnie galicyjskiej rzeczywistości.